# Bray (Irlanda)
Bray (forma anglicizzata) o Bré (in irlandese, anticamente Brí Chulainn) è una città nel nord della contea di Wicklow, in Irlanda.
Bray è una città situata sulla costa orientale d'Irlanda, a circa 20 km a sud di Dublino. Nel centro hanno sede molte industrie ed è residenza di molti pendolari diretti a Dublino in macchina o tramite il sistema ferroviario DART; è inoltre una market town per le aree circostanti, e meta turistica specialmente per i dublinesi nei fine settimana.

## Geografia fisica
La città è situata sulla costa est dell'Irlanda, ai piedi dei Monti Wicklow. La città è attraversata dal fiume Dargle, che scorre prevalentemente nella parte nord, mentre a sud si erge il rilievo collinare di Bray Head, un promontorio composto da grovacca e quarzite.

### Clima
Il clima di Bray è di tipo oceanico temperato, con rari picchi di temperatura e frequenti precipitazioni. La temperatura media è di 9,9 °C.
| Mese                | gen.  | feb.  | mar.  | apr.  | mag.  | giu.  | lug.  | ago.  | set.  | ott.  | nov.  | dic.  | anno    |
| ------------------- | ----- | ----- | ----- | ----- | ----- | ----- | ----- | ----- | ----- | ----- | ----- | ----- | ------- |
| Temp. media massima | 8 °C  | 9 °C  | 10 °C | 12 °C | 15 °C | 18 °C | 20 °C | 20 °C | 17 °C | 14 °C | 10 °C | 8 °C  | 13.4 °C |
| Temp. media minima  | 3 °C  | 2 °C  | 3 °C  | 4 °C  | 7 °C  | 9 °C  | 11 °C | 11 °C | 9 °C  | 7 °C  | 4 °C  | 3 °C  | 6.1 °C  |
| Precipitazioni      | 70 mm | 59 mm | 55 mm | 56 mm | 58 mm | 64 mm | 57 mm | 77 mm | 60 mm | 89 mm | 75 mm | 80 mm | 800 mm  |

## Origine del nome
Il nome deriva probabilmente dall'irlandese brí, che vuol dire collina.

## Storia
La città in epoca medievale sorgeva presso il confine sud dell'English Pale, il territorio intorno a Dublino direttamente controllato dall'Inghilterra. I territori intorno alla città erano controllati da clan di origine gaelica, principalmente gli O'Toole e gli O'Byrne. La città viene citata sotto il nome di Brey nel 1598 in Hiberniae Britannicae Insulae Nova Descriptio, una mappa dell'Irlanda ad opera di Abramo Ortelio. 

Nell'agosto o nel settembre 1649 Oliver Cromwell fece tappa nella cittadina lungo il tragitto da Dublino a Wexford.

Nel corso del diciottesimo secolo la città subì un notevole aumento della popolazione, dovuto al trasferimento lungo la costa di molte famiglie borghesi provenienti da Dublino.

Nel 1854 la città viene collegata alla capitale tramite la Dublin and Kingstown Railway, aperta nel 1834; il collegamento ferroviario aumentò ulteriormente la migrazione di famiglie agiate, e la cittadina costiera diventò un polo esclusivo, con alberghi e complessi residenziali.

La città soffrì la carestia irlandese del 1879 e la guerra d'indipendenza irlandese, ma ebbe una crescita economica nel secondo dopoguerra grazie alla massiccia immigrazione di famiglie agiate inglesi che cercavano di evitare le politiche post-belliche di austerità.

## Amministrazione

### Gemellaggi
- Bègles
- Dublin
- Würzburg

## Sport

### Calcio
Il Bray Wanderers è la squadra principale della città che annovera nel suo palmarès due coppe d'Irlanda.